# Рениит
Рениит (англ. Rheniite, также курилит — англ. Kurilite) — очень редкий минерал, относящийся к классу сульфидов.
Впервые этот природный дисульфид рения был обнаружен в 1986 году в фумаролах вулкана Усу в Японии на острове Хоккайдо, но там он не образовывал сколько-нибудь значительных скоплений.
Рениит открыт в 1992 году у вулкана Кудрявый на Курильском острове Итуруп. Хорошо выражен в активных фумаролах вулкана, отлагаясь в температурных зонах 300—870 °C.
Первоначально его приняли за схожий с ним молибденит, однако первое же микрозондовое исследование показало, что это дисульфид рения. Рениитовое фумарольное поле занимает скромные размеры ~ 50×20 м и расположено непосредственно в кальдере на вершине вулкана.
Сам вулкан Кудрявый — стратовулкан плинианского типа, сложенный в основном андезитами, однако в голоценовых его извержениях кислотность магмы значительно снизилась. Современные его лавово-пирокластическими образования представлены оливин-пироксеновыми андезито-базальтами.
В тесной ассоциации с рениитом присутствуют магнетит, корунд, волластонит, гранат андрадит-гроссулярового состава и другие сублимационные оксиды и силикаты, из сульфидов отмечены пирит, минералы ряда вюртцит-гринокит, кадмоиндит (Чаплыгин и др., 2004).
Сам минерал достаточно чист. Примесь молибдена в среднем лишь 0,13 % по массе (0,7 % максимально).
Рениит обнаружен также в полиметаллическом месторождении на северо-востоке Греции, где он находится в кварцевых жилах, сопутствуя молибдениту.
Собственные минералы рения в природе чрезвычайно редки, что связано не только с низким значением кларка этого элемента, но и с низкой сорбционной активностью его окисленных форм - перрената - не благоприятствующей формированию вторичных отложений, даже сульфидных . Наиболее известным природным соединением рения является джезказганит: сульфид рения, молибдена, меди и свинца, не имеющий, однако, чёткой структурной характеристики и не утверждённый Комиссией по новым минералам и названиям ММА. В работе А. Д. Генкина с соавторами (1994) для него предложена формула ReMoCu2PbS8.
Рениит — первый известный науке минерал, в котором содержится рений в значительном количестве. Второй открытый минерал, содержащий рений — таркианит — (Cu,Fe)(Re,Mo)4S8 с 53.61 мас. % рения, обнаруженный в концентрате из месторождения Хитура в Финляндии (Kojonen е. а., 2004). — также является сульфидом.